# Манлио Скопино
Манлио Скопини (на италиански: Manlio Scopigno) е италиански футболист и по-късно в кариерата си треньор. Роден на 20 ноември 1925 г. в Пауларо, провинция Удине, умира на 25 септември 1993 г. в Риети, Лацио. Като футболист достига до Наполи, преди кариерата му да бъде преждевременно прекратена от скъсване на коленни връзки — неизлечима диагноза през 1953 г.
Като треньор започва в долните дивизии. Сприятелява се с наставника на Виченца Роберто Леричи и впоследствие става негов помощник. След време Леричи е уволнен, но успява да убеди шефовете да поверят отбора на протежето му. Скопино се възползва отшанса, превръщайки Виченца в най-добрия провнциален отбор в Серия А. Това му осигурява договор с Болоня, но престоят му там (1965/66) не е успешен. Веднага след това поема Каляри. Въпреки че класира отбора на 6 място през 1966/67, е освободен. През следващия сезон не работи, но получава заплата от Интер, който го готви за заместник на легендарния Ленио Ерера. Вместо това обаче в началото на 1968/69 той поема отново Каляри, оставайки там до 1972 година. После отива в Рома, но бързо се отказва, защото не е свикналл с напрежението на големите клубове. През 1974/75 поема в движение Виченца, но не успява да го спаси от изпадане. Въпреки това остава в клуба и следващия сезон, но не го изкарва докрай заради лоши резултати и заболяване, което го вади от строя за няколко месеца. След този случай повече не работи като треньор. Умира след втори инфаркт през 1993 г.

## Успехи
- Шампион на Италия с Каляри – 1969/70